# Miguel Ángel Moratinos
Miguel Ángel Moratinos Cuyaubé (sinh ngày 8 tháng 6 năm 1951 ở Madrid) là một nhà ngoại giao và chính trị Tây Ban Nha, là thành viên của Đảng Lao động xã hội và là thành viên của Quốc hội nơi ông đại diện cho Córdoba.

## Sự nghiệp chính trị
Ông làm việc với Javier Solana, người từng là Bộ trưởng Ngoại giao Tây Ban Nha, Moratinos đã giúp chuẩn bị cho cuộc đối thoại châu Âu - Địa Trung Hải được đưa ra vào tháng 11 năm 1995 tại Barcelona

## Đại diện đặc biệt EU
Từ năm 1996 đến năm 2003, Moratinos là Đại diện đặc biệt của Liên minh châu Âu tại Trung Đông, có trụ sở tại Síp và Brussels. Với tư cách này, ông đã tham dự hầu hết các cuộc họp của Ngoại trưởng EU. Trong thời gian cầm quyền, Liên minh châu Âu - vốn đã đóng góp tài chính lớn nhất cho khu vực - cũng ngày càng trở nên nổi tiếng về quan hệ giữa Israel và Palestine.